# La Seu d’Urgell
La Seu d’Urgell [lə ˈsɛw ðuɾˈʒeʎ] (spanisch Seo de Urgel) ist eine Stadt im Norden Kataloniens. Die Stadt in den Pyrenäen liegt nahe dem Bergstaat Andorra. Sie ist die Hauptstadt der katalanischen Comarca Alt Urgell in der Provinz Lleida. Die Stadt liegt 691 m über dem Meeresspiegel, ist 15,44 Quadratkilometer groß und zählt 12.831 Einwohner (Stand: 2024). Durch die Stadt fließt der Segre. In ihn mündet innerhalb des Stadtgebiets die aus Andorra kommende Valira.

## Geschichte
Die Stadt wurde 195 v. Chr. als Orgellia von den Römern gegründet. Über die Christianisierung der Region ist wenig bekannt, doch gab es bereits 527 einen Bischof. Im Mittelalter war La Seu d’Urgell die Hauptstadt der historischen Grafschaft Urgell. Der Namenszusatz Seu bedeutet auf Katalanisch Bischofssitz. Die Diözese Urgell war im Mittelalter einer der Ausgangspunkte der von ihrem Bischof Felix von Urgell vertretenen christlichen Glaubensrichtung des Adoptianismus. Dies führte zu einer urkundlichen Erwähnung von La Seu d’Urgell im Kapitular der Synode von Frankfurt 794 unter Karl dem Großen.
Im Jahr 1822 war La Seu d’Urgell Sitz der Regencia de Urgel.
Der Bischof von Urgell ist bis heute neben dem Staatspräsidenten von Frankreich einer der beiden Kofürsten des benachbarten Andorra.
1992 wurden in La Seu d’Urgell im Rahmen der Olympischen Sommerspiele von Barcelona die Kanuwettkämpfe im Slalom ausgetragen.
Die Stadt ist Sitz der katholischen Ordensgemeinschaft Germanes de la Sagrada Família d'Urgell (Kongregation der Schwestern von der Heiligen Familie von Urgell).

## Bevölkerung
| Bevölkerungsentwicklung | Bevölkerungsentwicklung | Bevölkerungsentwicklung | Bevölkerungsentwicklung | Bevölkerungsentwicklung | Bevölkerungsentwicklung | Bevölkerungsentwicklung | Bevölkerungsentwicklung | Bevölkerungsentwicklung | Bevölkerungsentwicklung | Bevölkerungsentwicklung | Bevölkerungsentwicklung | Bevölkerungsentwicklung |
| 1900                    | 1910                    | 1920                    | 1930                    | 1940                    | 1950                    | 1960                    | 1970                    | 1981                    | 1990                    | 1996                    | 2000                    | 2006                    |
| ----------------------- | ----------------------- | ----------------------- | ----------------------- | ----------------------- | ----------------------- | ----------------------- | ----------------------- | ----------------------- | ----------------------- | ----------------------- | ----------------------- | ----------------------- |
| 3.520                   | 3.853                   | 3.636                   | 4.584                   | 4.564                   | 7.062                   | 7.773                   | 9.404                   | 10.681                  | 10.468                  | 10.711                  | 10.943                  | 12.533                  |

## Wirtschaft und Verkehr
La Seu d’Urgell liegt verkehrsgünstig an der Kreuzung der südlich entlang des Hauptkamms der Pyrenäen verlaufenden Nationalstraße N-260 (sog. Eix Pirinenc) und der von Andorra nach Süden verlaufenden Nationalstraße N-145, die in die C-14 (Andorra-Tarragona) übergeht.
Ein Anschluss an das Schienennetz besteht nicht.
Der Flughafen Andorra – La Seu d’Urgell wurde im Jahr 2011 wiedereröffnet und im Hinblick auf die touristische Erschließung der Pyrenäen auch durch den Luftverkehr u. a. mit Mitteln aus Andorra ausgebaut und modernisiert. Seit Juli 2015 wird der Flughafen nun als Aeroport Andorra - La Seu d’Urgell von verschiedenen Fluggesellschaften, u. a. für Charterflüge der Swiftair genutzt. Ab November 2015 beabsichtigt Air Andorra reguläre Linienflüge in verschiedene europäische Länder durchzuführen, um Touristen möglichst nah an die andorranischen Wintersportgebiete (v. a. Vallnord, Grandvalira) in den Pyrenäen zu bringen.

## Sehenswürdigkeiten

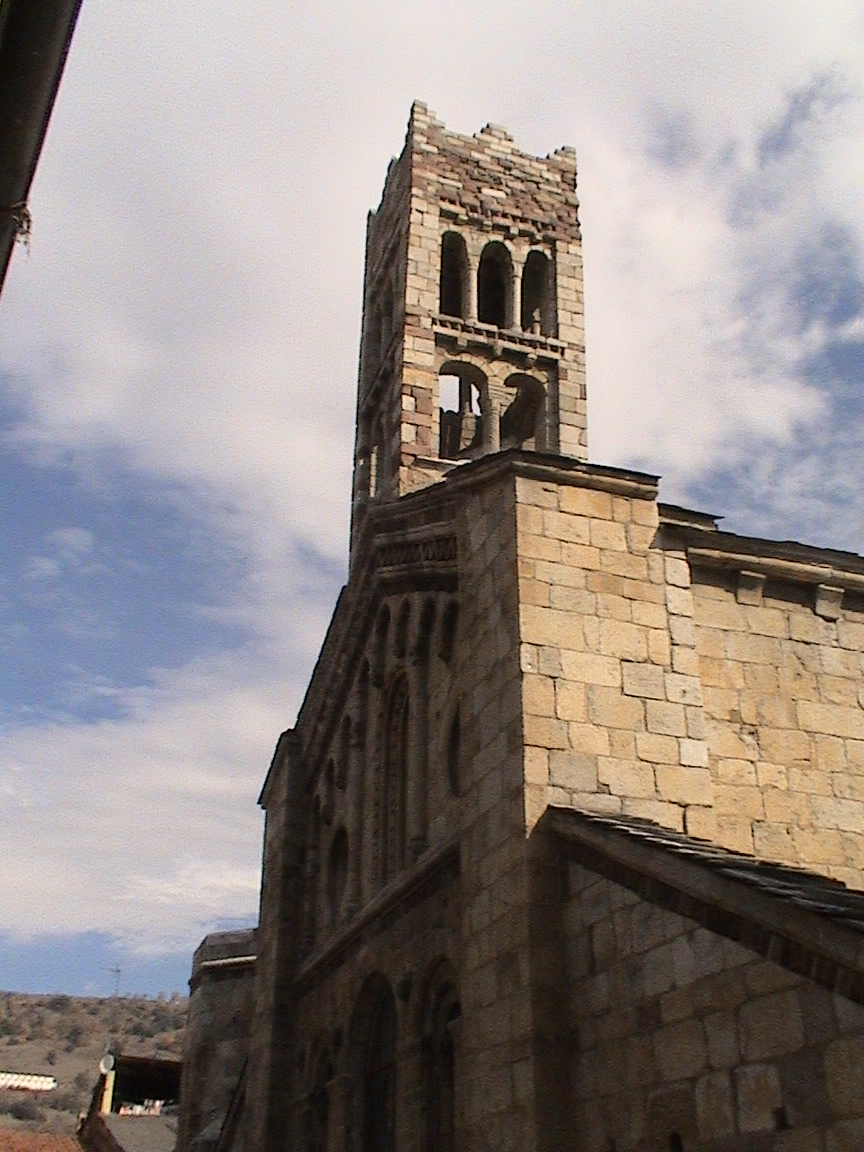
Kathedrale von La Seu d’Urgell

- Kathedrale Santa María

## Söhne und Töchter der Stadt
- Ramón Malla Call (1922–2014), römisch-katholischer Bischof
- Alfredo Pastor (* 1944), Wirtschaftswissenschaftler
- Albert Villaró (* 1964), andorranischer Schriftsteller
- Jordi Ribó (* 1967), Skilangläufer
- Carlos Vicente (* 1971), Skilangläufer
- Isidre Esteve Pujol (* 1972), Endurorennfahrer
- Teresa Colom Pich (* 1973), andorranische Lyrikerin
- Jordi Pascuet i Mas (* 1979), Trialfahrer
- Quim Arrufat (* 1982), Politiker
- Núria Montané (* 1982), Freestyle-Skierin
- Núria Vilarrubla (* 1992), Kanutin
- Pol Moya (* 1996), andorranischer Leichtathlet
- Jonathan Dubasin (* 2000), Fußballspieler

## Städtepartnerschaften
- Villemur-sur-Tarn im Département Haute-Garonne (Frankreich), seit 1981